# NGC 6368
NGC 6368 је спирална галаксија у сазвежђу Змијоноша која се налази на NGC листи објеката дубоког неба.
Деклинација објекта је + 11° 32' 35" а ректасцензија 17h 27m 11,4s. Привидна величина (магнитуда) објекта NGC 6368 износи 12,6 а фотографска магнитуда 13,4. Налази се на удаљености од 33,663 милиона парсека од Сунца. NGC 6368 је још познат и под ознакама UGC 10856, MCG 2-44-4, CGCG 82-32, IRAS 17248+1135, PGC 60315.